# Provincie Ferrara
Ferrara (Provincia di Ferrara) je provincie v oblasti Emilia-Romagna. Sousedí na severu s provinciemi Rovigo a Mantova, na západě s provincií Modena a na jihu s provinciemi Bologna a Ravenna. Na východě její břehy omývá Jaderské moře.

## Okolní provincie
| Růžice kompasu | Mantova | Rovigo            |  | Růžice kompasu |
| Růžice kompasu | Modena  | Sever             |  | Růžice kompasu |
| Růžice kompasu | Modena  | Provincie Ferrara |  | Růžice kompasu |
| Růžice kompasu | Modena  | Jih               |  | Růžice kompasu |
| Růžice kompasu | Bologna | Ravenna           |  | Růžice kompasu |